# Đảo chính Pakistan năm 1999
Đảo chính Pakistan năm 1999 là một cuộc đảo chính không đổ máu diễn ra vào ngày 12 tháng 10 năm 1999 khi Tổng Tư lệnh Bộ tham mưu của quân đội Pakistan, tướng Pervez Musharraf đã lật đổ chính quyền của Thủ tướng Nawaz Sharif. Ngày 12 tháng 10 năm 1999, Sharif thay thế ông Musharraf bằng vị Tổng giám đốc tình báo Inter-Services Trung tướng Ziauddin Butt vào chức vụ Tổng tham mưu trưởng Quân đội trong khi Musharraf đang trên đường từ Sri Lanka đến Karachi, Pakistan. Sharif đã ra lệnh cho máy bay thương mại chở Musharraf không được hạ cạnh trên đất Pakistan trong khi nhiên liệu của máy bay không đủ để làm như vậy. Quân đội Pakistan biết được lệnh này và nắm quyền kiểm soát sân bay Karachi để cho phép máy bay hạ cánh, và bắt đầu cuộc đảo chính. Vào ngày 14 tháng 10 năm 1999, hai ngày sau cuộc đảo chính, Musharraf tuyên bố tình trạng khẩn cấp và ban hành Lệnh Hiến pháp tạm thời. Lệnh Hiến pháp tạm thời tạo ra nhiều vấn đề, do một số lượng lớn các thẩm phán từ chối tuyên thệ dưới nó.
Tòa án Tối cao Pakistan đã ra lệnh rằng Musharraf chỉ có thể cho quân đội được nắm quyền trong ba năm, và kết quả là, Musharraf đã tổ chức trưng cầu dân ý vào ngày 30 tháng 4 năm 2002. Nhiều người cho rằng cuộc trưng cầu dân ý này là rất nhiều gian lận, mặc dù chính phủ Musharraf cho rằng những cáo buộc trên là chỉ đơn giản là tuyên truyền lây lan của phe đối lập